# Finley Quaye
Finley Quaye (25 de marzo de 1974, Edimburgo, Escocia) es un músico británico.
Hijo del músico de jazz Cab Kaye, y hermano de Caleb Quaye y Terri Quaye. Aunque nació en Edimburgo, Quaye fue al colegio en Londres, Mánchester y Edimburgo. A pesar de todo, abandonó el colegio. Antes de dedicarse a la música trabajó pintando coches, ahumando pescado, rellenando futones, etc.
Finley había recibido influencias, gracias a su familia, de músicos de jazz como Pete King y Ronnie Scott, y Lionel Hampton. Finley escuchaba Jazz en casa, además de ir a la escuela de Jazz de Ronnie Scott en Londres. Duke Ellington es su padrino de bautismo, y resulta una influencia capital en la obra de Quaye. 
A mediados de los 90 Finley firma un contrato en solitario con Polydor Records, lo que le obliga a trasladarse a Nueva York. Tras la ruptura de este contrato, comienza a colaborar con Epic/Sony. A finales de 1997 alcanza el Top 20 de Gran Bretaña dos veces, con "Sunday Shining", y "Even After All", dos temas incluidos en su álbum Maverick A Strike (septiembre de 1997), marcado por un estilo original pero accesible. Este disco (hoy en día multiplatino) le valió una gran victoria en los premios BRIT Award.
Dos álbumes más aparecieron en Epic: Vanguard (2000) y Much More Than Much Love (2004). En 2004, la canción "Dice", en colaboración con William Orbit, alcanzó el status de "pequeño hit", debido en parte a su inclusión en la banda sonora de la serie the O.C, canción que también aparece en la serie de televisión Everwood.
Quaye vive y trabaja en Berlín desde 2005. Sus últimas colaboraciones incluyen trabajos con A Guy Called Gerald & The Stereo MCs.

## Discografía

### Álbumes de estudio
- Maverick A Strike - LP (1997)
- Vanguard - LP (2000)
- Much More Than Much Love - LP (2004)
- 28th February Rd. - LP (2012)
- Royal Rasses - LP (2014)

Compilaciones
- The Best of the Epic Years 1995-2003 - LP (2008)

### Extended plays
- Oranges and Lemons - EP (2005)
- Pound For Pound - EP (2008)

### Sencillos
- "Finley's Rainbow" - White Label (1993)
- "Sunday Shining" (1997)
- "Even After All" (1997)
- "It's Great When We're Together" (1997)
- "Your Love Gets Sweeter" (1998)
- "Ultra Stimulation" (1998)
- "Spiritualized" (2000)
- "Dice" (con William Orbit y Beth Orton) (2004)
- "For My Children's Love" (2006)
- "Shine" (2012)

### Contribuciones
| Año  | Canción                   | Artista             | Álbum                        |
| ---- | ------------------------- | ------------------- | ---------------------------- |
| 1995 | "Finley's Rainbow"        | A Guy Called Gerald | Black Secret Technology      |
| 1998 | "It Ain't Necessarily So" | Varios artistas     | Red Hot + Rhapsody           |
| 2002 | "Caravan"                 | Timo Maas           | Loud                         |
| 2005 | "Stranges Changes"        | A Guy Called Gerald | To All Things What They Need |
| 2007 | "We Are Dreamers"         | Cathy Claret        | Gypsy Flower                 |
| 2007 | "After Tonight"           | Ava Leigh           | La La La                     |